# 축혼행진곡

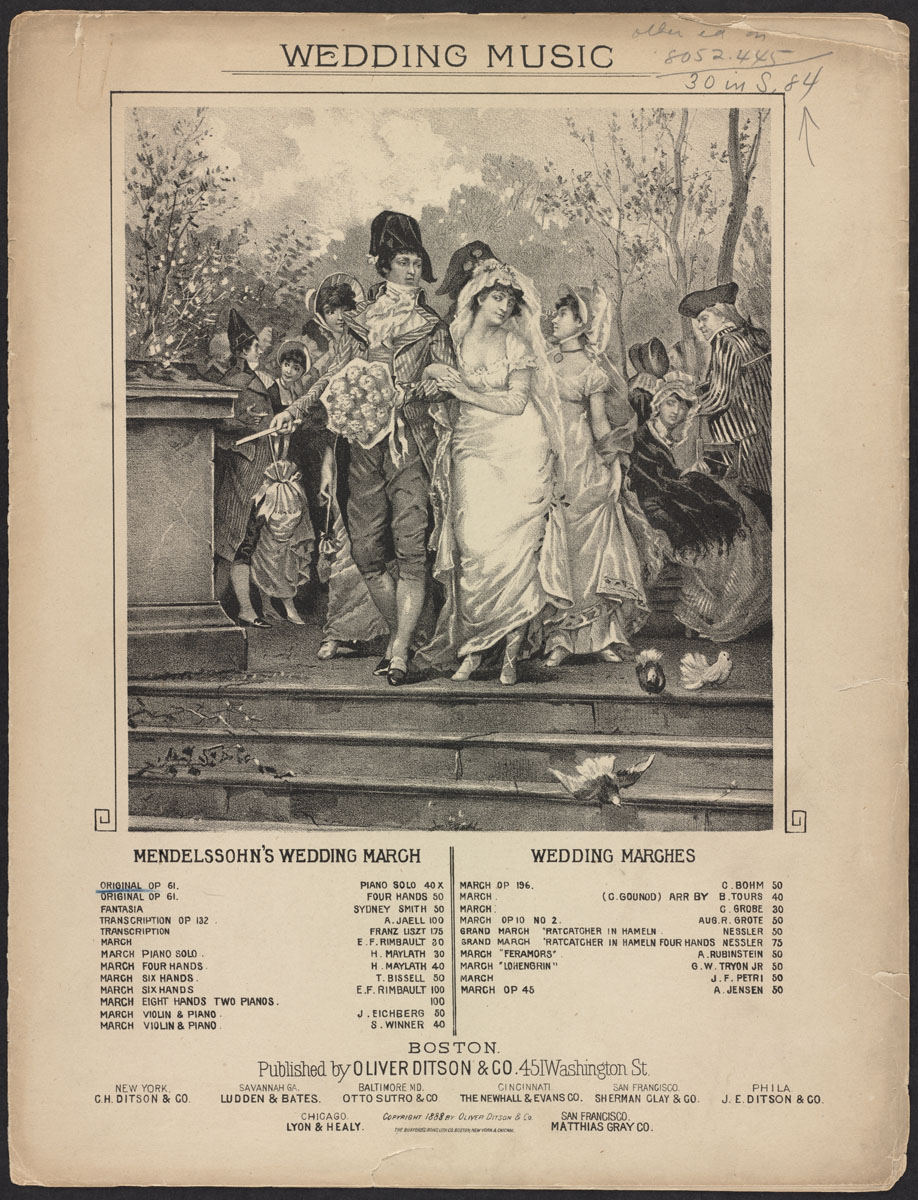

〈축혼행진곡〉(독일어: "Hochzeitsmarsch")은 1842년 펠릭스 멘델스존이 쓴 다장조 곡이다. 셰익스피어의 연극 《한여름 밤의 꿈》 상영 때 사용하기 위해 만든 삽입곡으로, 가장 빈번하게 사용되는 결혼식 음악 중 하나이다. 연주 악기로는 파이프 오르간이 선호된다.
원작 연극에는 그러한 맥락은 전혀 존재하지 않지만 왜인지 결혼식이 끝나고 신혼부부가 퇴장할 때 사용되곤 한다. 결혼식 시작 때 신부가 입장하면서 사용되는 바그너의 〈결혼행진곡〉과 종종 함께 쓰인다.